# 베이직 롤플레잉
《베이직 롤플레잉》(Basic Role-Playing, BRP)은 판타지 롤플레잉 게임인 《룬퀘스트》에서 기원한 테이블톱 롤플레잉 게임이다. 카오시움이 1980년 발매한 《룬퀘스트》 박스 세트에 단독으로 포함되어 발매되었다. 그렉 스태포드(Greg Stafford)와 린 윌리스(Lynn Willis)가 저자로 올랐으며, 《베이직 롤플레잉》의 백분위 스킬 기반 체계는 이후 카오시움의 《크툴루의 부름》, 《스톰브링어》, 《엘프퀘스트》에 활용되었다.